# Racopilum intermedium
Racopilum intermedium är en bladmossart som beskrevs av Georg Ernst Ludwig Hampe 1863. Racopilum intermedium ingår i släktet Racopilum och familjen Racopilaceae. Inga underarter finns listade i Catalogue of Life.